# Coldwater (Misisipi)
Coldwater es un pueblo del Condado de Tate, Misisipi, Estados Unidos. Según el censo de 2000 tenía una población de 1.674 habitantes y una densidad de población de 272.7 hab/km².

## Demografía
Según el censo de 2000, había 1.674 personas, 598 hogares y 429 familias residiendo en la localidad. La densidad de población era de 272,7 hab./km². Había 642 viviendas con una densidad media de 104,6 viviendas/km². El 29,45% de los habitantes eran blancos, el 69,71% afroamericanos, el 0,06% amerindios, el 0,12% asiáticos y el 0,66% pertenecía a dos o más razas. El 0,42% de la población eran hispanos o latinos de cualquier raza.
Según el censo, de los 598 hogares en el 36,6% había menores de 18 años, el 39,1% pertenecía a parejas casadas, el 28,6% tenía a una mujer como cabeza de familia y el 28,1% no eran familias. El 25,1% de los hogares estaba compuesto por un único individuo y el 10,4% pertenecía a alguien mayor de 65 años viviendo solo. El tamaño promedio de los hogares era de 2,80 personas y el de las familias de 3,35.
La población estaba distribuida en un 31,5% de habitantes menores de 18 años, un 8,0% entre 18 y 24 años, un 29,0% de 25 a 44, un 20,3% de 45 a 64 y un 11,2% de 65 años o mayores. La media de edad era 32 años. Por cada 100 mujeres había 79,8 hombres. Por cada 100 mujeres de 18 años o más, había 72,6 hombres.
Los ingresos medios por hogar en la localidad eran de 26.058 dólares ($) y los ingresos medios por familia eran 31.364 $. Los hombres tenían unos ingresos medios de 28.472 $ frente a los 19.444 $ para las mujeres. La renta per cápita para la ciudad era de 12.330 $. El 23,5% de la población y el 21,1% de las familias estaban por debajo del umbral de pobreza. El 26,9% de los menores de 18 años y el 26,7% de los habitantes de 65 años o más vivían por debajo del umbral de pobreza.

## Geografía
Según la Oficina del Censo de los Estados Unidos, Coldis water tiene un área total de 0.0 km² de los cuales 0.0 km² corresponden a tierra firme y 0.0 km² a agua. El porcentaje total de superficie con agua es 0.0.